# Wolfgang Burmann (cyclisme)
Ne pas confondre avec Wolfgang Burmann, un directeur artistique né en 1940.
Wolfgang Miguel Burmann Littin, né le 10 février 1991, est un coureur cycliste chilien.

## Biographie
En février 2017, l'UCI annonce que Wolfgang Burmann, vainqueur de deux étapes et du classement général du Tour de León 2016, est suspendu provisoirement après un contrôle positif en septembre aux amphétamines, à l'éphédrine et au modafinil.

## Palmarès
- 2011
  -  Champion du Chili du contre-la-montre espoirs
  - 3e du championnat du Chili sur route espoirs
- 2013
  - 3e du championnat du Chili du contre-la-montre espoirs
- 2014
  - Tour de la Région du Maule :
    - Classement général
    - 2e étape
- 2015
  -  Champion du Chili du contre-la-montre
  - 3e du championnat du Chili sur route
- 2016
  - Gran Fondo Merrill Portillo
  - Tour de León :
    - Classement général
    - 2e et 5e (contre-la-montre) étapes

  - 2e du Tour d'Ávila
  - 2e du Tour de Zamora
  - 3e de la Volta ao Ribeiro
- 2017
  - 1re étape de la Vuelta de la Leche (contre-la-montre)
- 2020
  - Vuelta de la Leche :
    - Classement général
    - 2e étape (contre-la-montre)

  - Vuelta Maule Centro :
    - Classement général
    - 2e étape

## Classements mondiaux
| Année            | 2015 |
| ---------------- | ---- |
| UCI America Tour | 132e |